# Питодор
Питодор от Трал (Pythodoros of Tralles, Pythodorus; гръцки: ο Πυθόδωρος; 70 пр.н.е. - след 28 пр.н.е.) е анатолийски грък от 1 век пр.н.е. от град Трал (днес Айдън в Турция).
За фамилията му няма сведения. Вероятно по майчина линия Питодор от Трал е правнук на Тигран I, цар на Армения и Митридат VI Евпатор, цар на Понт. Питодор е много богат и влиятелен и съюзник на Марк Антоний.
Той е приятел на последния римски триумвир Помпей.
Питодор става зет на римския триумвир Марк Антоний.
През 36 пр.н.е. той се жени за Антония, единствената дъщеря на Марк Антоний и втората му съпруга Антония Хибрида Младша.
Питодор е 20 години по-стар от нея.
Антония и Питодор отиват в Смирна (днес Измир, Турция).
През 30 или 29 пр.н.е. в Смирна Антония ражда на Питодор дъщерята Питодорида, която се омъжва за понтийския цар Полемон I, наследява трона и става царица на Понт и Кападокия.